# Apodêmio (prefeito pretoriano)
Apodêmio (em latim: Apodemius) foi um oficial romano do século IV, ativo durante o reinado do imperador Teodósio I (r. 378–395).

## Vida
A carreira de Apodêmio é conhecida através de algumas leis do Código de Teodósio. As primeiras duas (XII 12.12, XII 12.13), de 28 de julho e 10 de setembro de 392, indicam que era prefeito pretoriano da Ilíria, sendo sua nomeação talvez uma reação de Teodósio à morte de Valentiniano II (15 de maio), o que permitiu-o assegurar a região. Depois, conforme notado em outra lei (XIII 5.21) de 15 de fevereiro de 393, sua área de influência foi estendida à África, que devia estar sob controle efetivo de Teodósio. Segundo uma última lei (XI 30.51) de 9 de junho, ele tornou-se prefeito da Ilíria e Itália. Sua nomeação ocorreu após o usurpador Eugênio (r. 392–394) ocupar a Itália e Flaviano desertar Teodósio e isso foi aparentemente uma antecipação à derrota do rebelde.